# Мартинюк Гнат
Гнат Мартинюк (1897 — † 9 березня 1943) — старшина Армії УНР.

## Біографія
Уродженець с. Годовичі Ковельського повіту Волинської губернії. У 1915 р. закінчив Почаївську двокласну семінарію.
1917 р. навчався у військовому училищі в Петрограді, але не закінчив його. По поверненні в Україну вступив до 1-ї Української військової школи.
У складі І Української військової школи імені Богдана Хмельницького брав участь у Бій під Крутами.
У 1920—1921 рр. — старшина Охорони Головного Отамана, у грудні 1921 р. став випускником Спільної юнацької школи з підготовки старшин воєнного часу при 3-й Залізній дивізії.
У 1922 р. повернувся додому, працював викладачем української мови у рідному селі, заснував український хор ім. Кирила Стеценка.
Восени 1936 року призначений псаломщиком в село Облапи біля Ковель.
Під час Другої світової війни прийняв сан, був священником у с. Великий Порськ Голобського району Волині.
Загинув від пострілу комуніста-однофамільця 9 березня 1943 року.